# 丹羽修二
丹羽 修二（にわ しゅうじ、1903年4月5日 - 没年不明）は、刀工。岐阜県重要無形文化財。
加治田上町の刀鍛冶丹羽兼松の長男。

## 生涯
14歳から60年間、戦前から戦中、戦後に至るまで刀作り一筋で生き抜いた。
1973年11月8日「刀剣制作と刀匠彫」の技術保持者として岐阜県重要無形文化財の指定を受けた。関刀鍛冶流派中善定派の正統として当代随一としての高い評価を受けた。
刀匠彫技術は国内で月山（奈良）と修二の二人だけという存在。昇竜・剣巻竜の彫刻を得意とし、信仰から生まれた七福神の中えびす・ほていの彫りものは、繊細を極め、勝れた技術と言われる。

## 逸話
- 1971年、熱田神宮の要請により、同神宮の宝物である国宝康継の脇差の写しを制作献納した。
- 1973年、日本美術刀剣博物館に刃渡二尺三寸四分という大業物を寄贈。
- 1976年開館の岐阜県博物館へ刀長一尺三寸五分の刀を寄贈。表に竹、裏に梅の彫刻をほどこした刀匠彫りの妙技を披露した。刀匠銘は丹波修司兼延[3]。